# Guido Calza
 Guido Calza  (Milan, 21 avril 1888 - Rome, 17 avril 1946) est un archéologue italien et un historien  de la Rome antique.

## Biographie
Guido Calza, né à Milan, est un archéologue dont les principaux centres d'intérêt sont les fouilles de la Rome antique et de la ville portuaire d'Ostie. Il est surintendant des fouilles d'Ostie à partir de 1913, et double les surfaces dégagées auparavant. Il est de surcroit directeur des fouilles du Forum Romanum et le Mont Palatin à Rome à partir de 1945 et exerce ces responsabilités jusqu'à la fin de sa vie en 1946. Il a également supervisé les travaux d'excavation de la nécropole de l'Isola Sacra.
Raissa Gourevich, qui dirigea les Musées d'Ostie, était son épouse.

## Publications
- Ostie, La Libreria Dello Stato. 2e édition, 1950.
- Les Fouilles d'Ostie, Itinéraire pour la visite des ruines, Bestetti & Tumminelli, Venise, 1925.
- La necropoli del porto di Roma nell'isolà sacra. (ASIN B0018GVIEM)